# 유동숙
유동숙(兪東淑, 1973년 4월 22일 ~ 2010년 11월 11일)은 대한민국의 모델이자 배우이다. 연극과 영화 무대에서 배우로 활약하였고, 누드 모델로도 활동하였다. 2010년 그녀가 출연한 영화 《심장이 뛰네》가 로마국제영화제 특별경쟁부문에 초청되어 이탈리아에 다녀온 후 신종플루로 사망하였다.
향년 38세

## 삶과 경력
유동숙은 1973년 4월 22일 부산에서 태어나, 부산여대(현 신라대학교) 무용학과(발레 전공)를 졸업했다. 연극과 영화에 출연하며 배우로 활약하였고, 누드 모델로도 활동하였다. 대중에게 크게 알려지지 않은 배우였으나, 그녀가 주연으로 출연한 영화 《심장이 뛰네》가 2010년 10월 제5회 로마국제영화제 특별경쟁부문에 초청되면서 주목을 받았다. 그녀는 10월 25일 이탈리아로 출국해 같은 달 31일 귀국하였는데, 이후 몸살, 호흡곤란 증상을 보였다. 상태가 악화되어 11월 2일 고려대학교 안암병원으로 옮겨져 치료를 받았으나 11월 11일 사망하였다. 사인은 신종플루에 의한 폐렴, 호흡곤란증후군, 심근염이었다. 영화 《심장이 뛰네》의 감독인 허은희는 “평생 배우가 겪어야할 고통은 모두 겪은 그녀가, 그래도 가장 행복한 순간 갑자기 눈을 감게 됐습니다.”라고 말했다.

## 출연 작품

### 영화
| 연도† | 제목                 | 역할       | 비고                               |
| ----- | -------------------- | ---------- | ---------------------------------- |
| 2002  | 원적외선             | 옹녀       | 옴니버스 영화 《사자성어》 중 한편 |
| 2006  | 어려운 부탁          | 미연       |                                    |
| 2006  | 달콤, 살벌한 연인    | 물리치료사 | 단역                               |
| 2006  | 떨                   | 영자       |                                    |
| 2008  | 지독한 증후군 - 접촉 | 지연       |                                    |
| 2010  | 심장이 뛰네          | 유주리     |                                    |

†영화가 개봉한 연도를 가리킨다.

### 연극
- 밀레니엄 베이비, 바리공주
- 우동 한 그릇
- 궤도열차